# Gottlob Berger
Gottlob Berger (Gerstetten, Kreis Heidenheim/Württemberg; 16 de julio de 1896 - Württemberg, Alemania; 5 de enero de 1975) fue un alto oficial nazi con el grado de SS-Obergruppenführer und General der Waffen SS y miembro del Reichstag, quien fue responsable del crecimiento de las Waffen SS como arma militar de Alemania durante la Segunda Guerra Mundial.

## Servicio durante la Primera Guerra Mundial
Berger fue hijo de Johannes Berger quien fuera carpintero y dueño de un aserradero en Würtemberg. Sin embargo estudió para ser Maestro de escuela entre 1910 y 1914. En la Primera Guerra Mundial se presentó a servir y fue comisionado como Teniente el 6 de noviembre de 1916, comandando una compañía de asalto y posteriormente como Adjunto al Batallón de Infantería 476. Fue herido cuatro veces en combate perdiendo el 70 % de su capacidad de combate, por lo cual recibió la Cruz de Hierro en sus dos clases y la Medalla de Herido en plata. Perdió a sus dos hermanos en esta contienda, uno de ellos fusilado por el Ejército norteamericano por ser espía alemán, en septiembre de 1918. Como se había formado en educación deportiva, trabajó como Profesor de Educación Física luego de la guerra. Contrajo matrimonio con María Berger en 1921, con quien tendría cuatro hijos.

## Inicios en el nazismo
Berger se unió al Partido Nazi en noviembre de 1922, con el número de ficha 426.875. Participó en el Putsch de Múnich el 8 de noviembre de 1923 y fue brevemente arrestado. Razón por lo cual se retiró del NSDAP. Reingresó al Partido y a las Sturmabteilung (SA) el 1 de enero de 1931, donde ingresó con el grado de SA Sturmführer, teniendo la responsabilidad de dirigir el "SA Sturm 10" del Standarte 125, función que desempeñó hasta 1931. Ascendido al grado de SA Oberführer dirigió el SA Untergruppe "Nord-Württemberg" hasta abril de 1933, cuando se retiró de la Sturmabteilung (SA). Se vinculó a la Wehrmacht (Ejército regular) donde impartió educación deportiva. A solicitud del SS Reichsführer Heinrich Himmler y del SS Obergruppenführer Hans Prutzmann ingresó a la SS el 30 de enero de 1936, con el número 275.991, y con el rango de SS Oberführer (General) con la responsabilidad de dirigir la Sección deportiva de las SS e integración como miembro del Personal del Reichsführer hasta abril de 1940. Posteriormente dirigió varias secciones de la Oficina Principal de Administración de la SS. Fue miembro del Reichstag desde agosto de 1943 hasta el final de la guerra. 
En 1941 es nombrado como Enlace entre el SS Reichsführer y el Ministerio de los Territorios Ocupados del Este, de Alfred Rosenberg, cargo que desempeña hasta 1945. Nombrado Höhere SS und Polizeiführer (HSSPF) "Eslovaquia", con su Cuartel General en Bratislava, desde el 31 de agosto de 1944. En septiembre es nombrado Jefe de Personal para el Volksturm alemán, con sede en Douglasstraße, en Berlín-Grünewald.
Durante su gestión en la Administración Central de la SS, nadie más que Gottlob Berger bajo las instrucciones de Himmler, tuvo mayor responsabilidad en el crecimiento y aspecto multinacional de la Waffen SS. A mediados de 1940, la W-SS tenía cerca de 100.000 miembros; en 1941, cerca de 220.000 miembros; en 1942, unos 330.000; en 1943, cerca de 540.000 miembros y en 1944 llegaron a 900.000 miembros en total, la meta era un millón de hombres pero el desarrollo de los acontecimientos truncó este objetivo. 
A pesar de que solicitó mando de una unidad en el Frente del Este, Berger fue mantenido coordinando acciones militares desde Berlín donde era estratégicamente más útil.

## Promociones
- SS-Obergruppenführer.u.Gen.d.W-SS: 21.06.43;
- SS-Gruppenführer.u.Gen.Lt.d.W-SS: 20.04.42;
- SS-Brigadeführer.u.Gen.Maj.d.W-SS: 20.04.40;
- SS-Oberführer.: 30.01.36 (ingresó a la SS con ese rango);

- SA-Oberführer.: 15.10.32;
- SA-Standartenführer.: 1931;
- SA-Sturmführer: 1.01.31 (ingresó a la SA con ese rango).

## Después de la Guerra

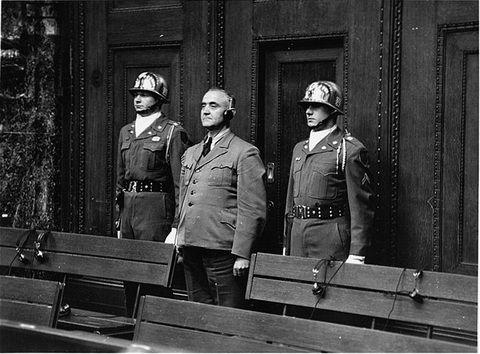
El SS Obergruppenführer Gottlob Berger ante el estrado durante su juicio en 1949

Berger fue detenido en 1949 y presentado ante un Tribunal Militar Norteamericano y juzgado en el llamado 
"Caso de la Wilhelmstrasse", siendo condenado el 13 de abril de 1949 a 25 años de prisión, posteriormente la pena le fue conmutada a 10 años el 31 de enero de 1951, para ser liberado finalmente el 15 de diciembre de 1951. 
En 1952, Berger se unió al Personal de un periódico mensual neonazi llamado "Nación Europa", el cual era publicado en Coburg, por el antiguo SS Sturmbannführer y Jefe del Archivo de Guerra de las Waffen SS en Praga, Arthur Ehrhardt. Permaneció escribiendo para esta publicación hasta 1965.
Berger colaboró con muchos historiadores de la Segunda Guerra Mundial y murió de causas naturales en Gerstetten el 5 de enero de 1975.

## Condecoraciones y Medallas
- Ritterkreuz des Kriegsverdienstkreuzes mit Schwertern: 15. 11. 1944 como SS-OGruf.u.Gen.d.W-SS & Chef des Ergänzungswesens der Waffen-SS
- Deutsches Kreuz in Silber: 1. 07. 1943
- 1939 Spange zum 1914 EK I
- 1939 Spange zum 1914 EK II
- 1914 EK I: 21.01.1918
- 1914 EK II: 26.11.1914
- KVK I m. Schw.: 1.07.1941
- KVK II m. Schw.
- Verwundetenabzeichen, 1918 en Plata: 18.06.1918 (Recibidas por las siguientes heridas: Tobillo, 31.10.1914; Herida en la espalda en Ypres, 18 de marzo de 1915; Estómago, 4.10.1915; Herido por una granada, junio de 1918)
- Ehrenkreuz für Frontkämpfer
- Friedrichs Orden mit Schwertern: ca. 11.1918
- Württemberg Militär Verdienstmedaille in Gold: 21.05.1915
- Ritterkreuz des Militär Verdienstkreuz: 4.05.1918
- Goldenes Parteiabzeichen: 30.01.1943
- Goldenes Hitler-Jugend Ehrenzeichen mit Eichenlaub: 30.01.1944
- Dienstauszeichnungen der NSDAP in Silber u. Bronze;
- Deutsche-Olympia-Ehrenzeichen 1. Klasse: 16.08.1936; Ehrendegen des RF SS / Totenkopfring der SS
- Cruz del Comandante de la Orden de la Rosa Blanca de Finlandia: 1942

## En la Cultura Popular
En la película "The Colditz Story" de 1955, la figura de Berger fue interpretada por el actor Frederick Valk, aunque sin nombrarlo.